# Canetellia
Canetellia är ett släkte av plattmaskar. Canetellia ingår i familjen Provorticidae.
Släktet innehåller bara arten Canetellia beauchampi.